# Mietlica piaskowa
Mietlica piaskowa (Agrostis vinealis Schreb.) – gatunek rośliny z rodziny wiechlinowatych. Jako gatunek rodzimy rośnie w Eurazji, północno-zachodniej Afryce, na Grenlandii i Alasce. Ponadto zawleczony do Ameryki Południowej. W Polsce występuje na nizinach.

## Biologia i ekologia

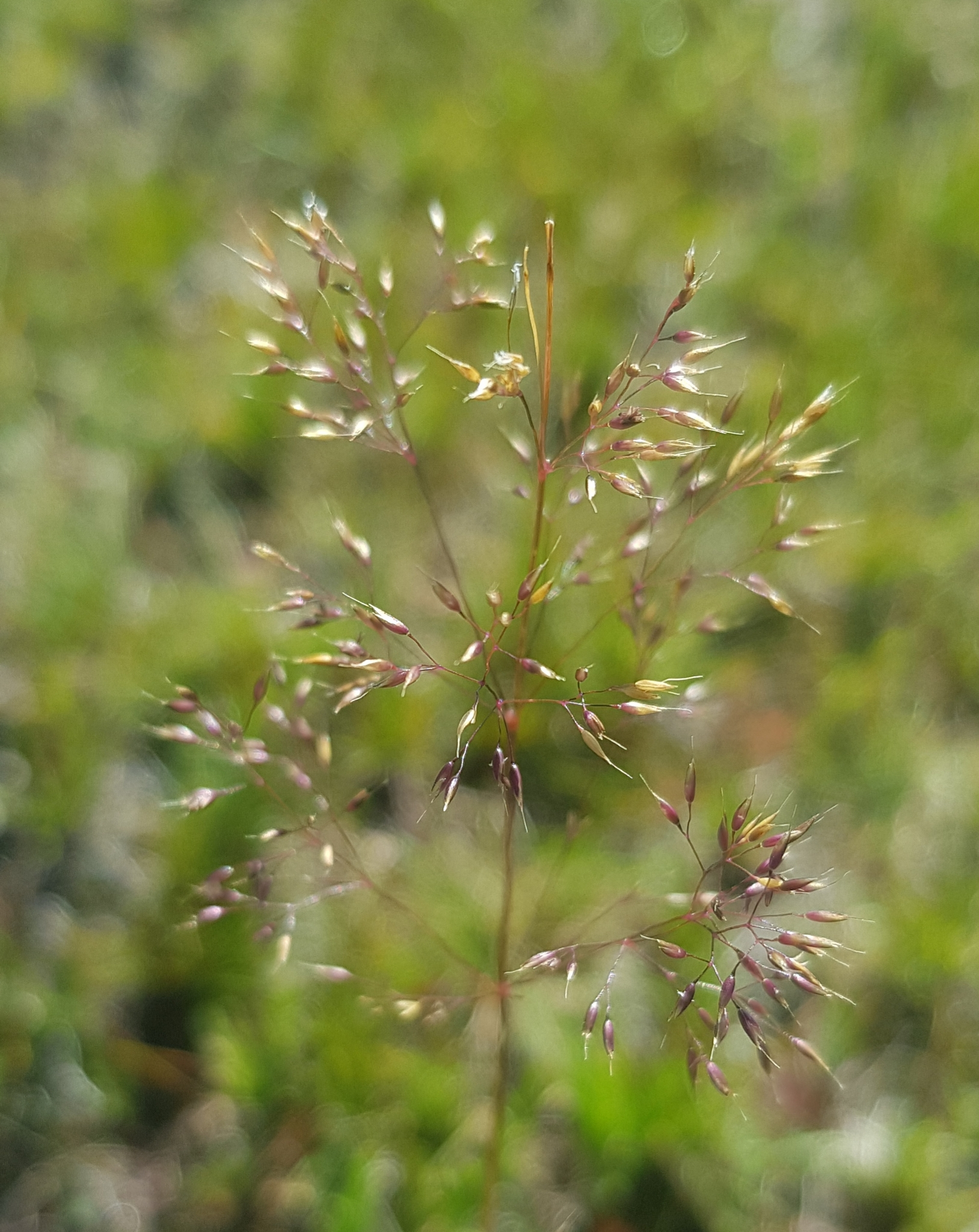
Kwiatostan

Bylina, hemikryptofit. Rośnie w murawach napiaskowych. Gatunek charakterystyczny zespołu Agrostietum coarctatae.

## Zagrożenia i ochrona
W Polsce gatunek umieszczony na czerwonej liście w kategorii DD (stopień zagrożenia nie może być określony).